# Skomack Mały
Skomack Mały [ˈskɔmat͡sk ˈmawɨ] (deutsch Klein Skomatzko, 1938 bis 1945 Skomand) ist ein Ort in der polnischen Woiwodschaft Ermland-Masuren und gehört zur Landgemeinde Wydminy (Widminnen) im Powiat Giżycki (Kreis Lötzen).

## Geographische Lage
Skomack Mały liegt östlich des Klein Skomatzker Sees  (1938 bis 1945 Skomand-See, polnisch Jezioro Skomack Mały) in der östlichen Mitte der Woiwodschaft Ermland-Masuren. Die Kreisstadt Giżycko (Lötzen) ist 22 Kilometer in nordwestlicher Richtung entfernt.

## Geschichte
Skomatzko, nach 1785 mit Zusatz Klein Skomatzko genannt, wurde im Jahre 1534 gegründet und bestand vor 1945 aus ein paar kleinen Höfen. Zwischen 1874 und 1945 war der Ort in den Amtsbezirk Groß Konopken (polnisch Konopki Wielkie) eingegliedert, der – 1938 in „Amtsbezirk Hanffen“ umbenannt – zum Kreis Lötzen im Regierungsbezirk Gumbinnen (1905 bis 1945: Regierungsbezirk Allenstein) in der preußischen Provinz Ostpreußen gehörte. Im gleichen Zeitraum war Klein Skomatzko auch dem Standesamt Groß Konopken zugeordnet.
Im Jahre 1910 waren in Klein Skomatzko 50 Einwohner gemeldet. Im Jahre 1933 waren es 56, und 1939 – der Ort hieß seit 1938 „Skomand“ – noch 48.
Aufgrund der Bestimmungen des Versailler Vertrags stimmte die Bevölkerung im Abstimmungsgebiet Allenstein, zu dem Klein Skomatzko gehörte, am 11. Juli 1920 über die weitere staatliche Zugehörigkeit zu Ostpreußen (und damit zu Deutschland) oder den Anschluss an Polen ab. In Klein Skomatzko stimmten 40 Einwohner für den Verbleib bei Ostpreußen, auf Polen entfielen keine Stimmen.
In Kriegsfolge kam das kleine Dorf 1945 mit dem südlichen Ostpreußen zu Polen und trägt seither die polnische Namensform „Skomack Mały“. Es gehört jetzt zum Schulzenamt (polnisch sołectwo) Okrągłe (Okrongeln, 1938 bis 1945 Schwansee) und ist eine Ortschaft im Verbund der Landgemeinde Wydminy (Widminnen) im Powiat Giżycki (Kreis Lötzen), vor 1998 der Woiwodschaft Suwałki, seither der Woiwodschaft Ermland-Masuren zugehörig.

## Kirche
Bis 1945 war Klein Skomatzko resp. Skomand in die evangelische Kirche Milken in der Kirchenprovinz Ostpreußen der Kirche der Altpreußischen Union und in die katholische Kirche St. Bruno Lötzen im Bistum Ermland eingepfarrt. Heute gehört Skomack Mały zur evangelischen Pfarrei Giżycko mit der Filialgemeinde in Wydminy in der Diözese Masuren der Evangelisch-Augsburgischen Kirche in Polen bzw. zur katholischen Pfarrkirche Wydminy im Bistum Ełk (Lyck) der Römisch-katholischen Kirche in Polen.

## Verkehr
Skomack Mały liegt an einer unbedeutenden Nebenstraße, die das Dorf Talki (Talken) mit Okrągłe (Okrongeln, 1938 bis 1945 Schwansee) und dem bereits in der Gmina Orzysz (Arys) gelegenen Ort Odoje (Odoyen, 1938 bis 1945 Nickelsberg) verbindet. Odojen war bis 2009/10 die nächste Bahnstation und lag an der – inzwischen stillgelegten – Bahnstrecke Czerwonka–Ełk (Rothfließ–Lyck)